# 錦江サービスエリア
錦江サービスエリア（クムガンサービスエリア）は忠清北道沃川郡の京釜高速道路上にあるサービスエリア。両方向集約型であり、インターチェンジを併設している。

## 道路
- 京釜高速道路

## 施設
- レストラン（朝鮮料理、西洋料理、日本料理、郷土料理）
- ファーストフード（ロッテリア）
- 宴会場
- 農産物販売場
- ガソリンスタンド（HD現代オイルバンク）LPG充填所併設
- 軽整備場
- トイレ
- 駐車場：大型50台、小型350台

## 隣
永同IC - 錦江SA/IC - 沃川SA